# Намтыльем
Намтыльем (вьет. Nam Từ Liêm) — один из двенадцати городских районов (quận), входящих в состав Ханоя. Площадь — 32 км², население — 264 тыс. человек. Образовался в декабре 2013 году в результате раздела района Тыльем (Từ Liêm) на два отдельных района — Бактыльем (Северный Тыльем) и Намтыльем (Южный Тыльем). В Намтыльеме расположены важные государственные учреждения и компании, в том числе Министерство внутренних дел Вьетнама, Министерство природных ресурсов и окружающей среды, Вьетнамский союз фермеров, Почта Вьетнама, Правительственный комитет по религиозным делам и крупнейшая городская тюрьма Хоало.

## География
Район Намтыльем расположен на западе от центра Ханоя. На севере он граничит с районом Бактыльем, на северо-востоке — с районом Каузяй, на юго-востоке — с районом Тханьсуан, на юге — с районом Хадонг, на западе — с уездом Хоайдык.
Проводятся работы по углублению и очистке реки Нюэ (вьет. Sông Nhuệ), которая протекает по территории района и впадает в реку Хонгха. Во многих кварталах наблюдается загрязнение окружающей среды, в том числе питьевой воды и почвы, имеются проблемы с инфраструктурой (канализацией и дорогами). В квартале Даймо (вьет. Đại Mỗ) планируется создание большого парка с городским кладбищем.

## Административное деление
В настоящее время в состав района Намтыльем входят 14 кварталов (phường) — Каудьен (вьет. Cầu Diễn), Даймо (вьет. Đại Mỗ), Мечи (вьет. Mễ Trì), Мидинь-1 (вьет. Mỹ Đình 1), Мидинь-2 (вьет. Mỹ Đình 2), Фудо (вьет. Phú Đô), Тэймо (вьет. Tây Mỗ), Фыонгкань (вьет. Phương Canh), Чунгван (вьет. Trung Văn), Суанфыонг (вьет. Xuân Phương).
В зоне среднего класса Мидинь сконцентрированы жилые комплексы повышенной комфортности, престижные школы и колледжи (в том числе Вьетнамско-Австралийская школа, Вьетнамско-Японская международная школа и кампус Вьетнамского национального университета). Район начал активно расти после постройки национального стадиона Мидинь в 2003 году.

## Экономика

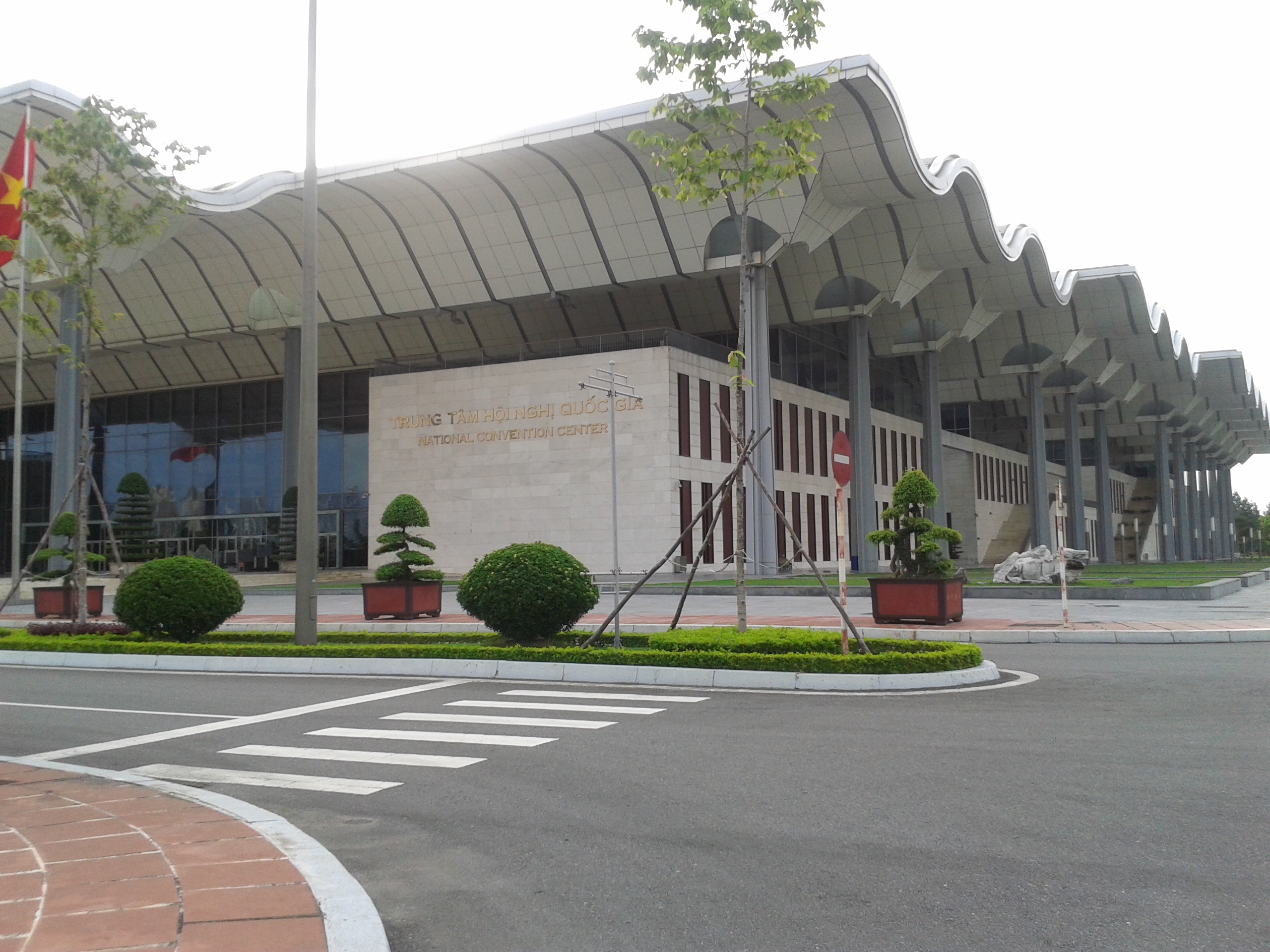
Вьетнамский национальный центр конференций

Намтыльем является новым деловым и культурным центром Ханоя, а также центром проведения выставок и конференций. На бульваре имени Фам Хунга расположен Вьетнамский национальный центр конференций, спроектированный немецким архитектурным бюро Gerkan, Marg and Partners. Площадь центра, построенного в 2004—2006 годах, составляет 65 тыс. квадратных метров. Здание, принадлежащее Министерству строительства Вьетнама, имеет два конференц-зала и несколько банкетных залов.

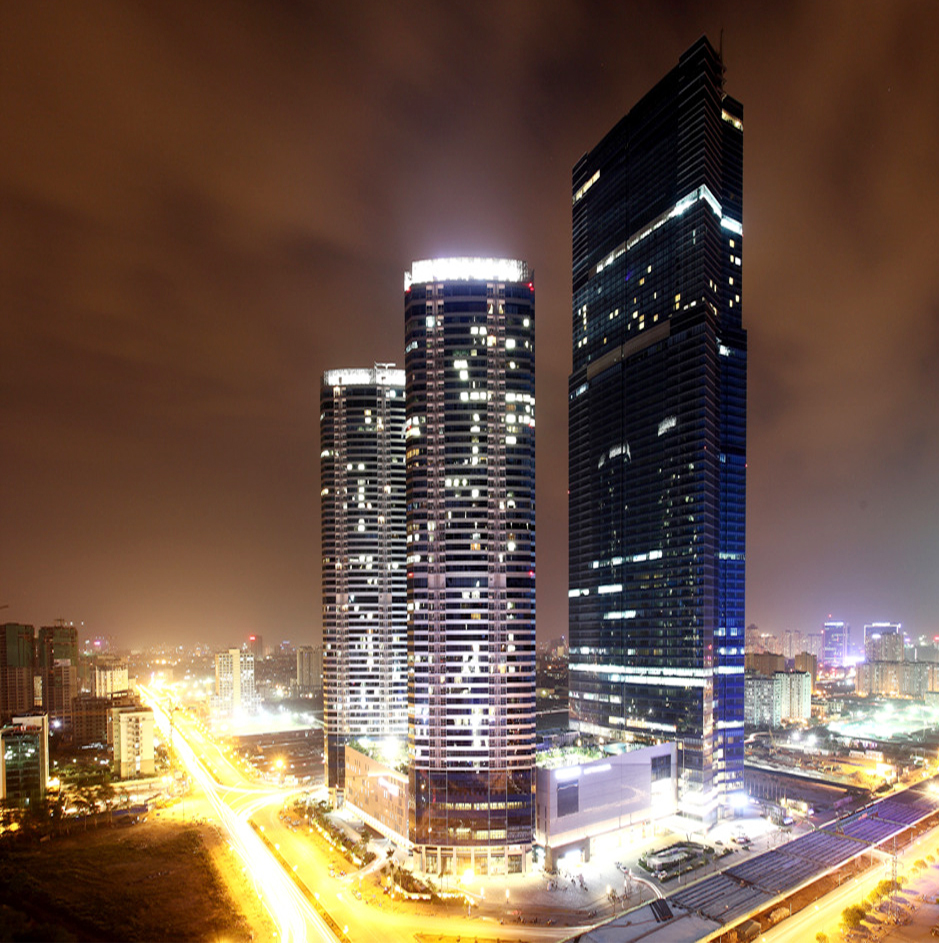
Keangnam Hanoi Landmark Tower

Также в Намтыльем расположен высотный комплекс Keangnam Hanoi Landmark Tower, построенный в 2008—2012 годах. Он включает в свой состав подиум и три башни, в которых размещаются офисы, жилые апартаменты, отель, универмаг, магазины престижных марок и кинотеатр. Самая высокая 72-этажная башня (350 метров) является самым высоким небоскрёбом Вьетнама, на её верхнем этаже находится обзорная площадка.
В районе находятся несколько отелей (Intercontinental Hotel в Keangnam Hanoi Landmark, JW Marriott Hotel Hanoi, Crowne Plaza West Hanoi) и торговых центров (Diamond Arcade и Parkson в Keangnam Hanoi Landmark, The Garden, E Best Mall). В офисной башне Keangnam Hanoi Landmark базируются вьетнамские штаб-квартиры международных компаний KPMG, PricewaterhouseCoopers, Standard Chartered, LG Electronics и Ericsson. Также в районе расположены штаб-квартиры крупных вьетнамских компаний Viettel Group (мобильная связь, интернет-услуги, производство электроники) и Viglacera Corporation (производство керамической плитки, кирпича, стекла и сантехники).
В розничной торговле доминируют уличные рынки (в том числе Фунгхоанг, Мидинь, Минькхай и Нён), но их постепенно вытесняют сетевые супермаркеты. В районе активно строятся высотные жилые комплексы (Mulberry Lane Apartment, Chung Cư Seasons Avenue, The Light Tower и другие), а также создаются «зелёные кварталы» повышенной комфортности для среднего класса и экспатов. Квартал Фудо славится на весь Ханой кустарным производством рисовой вермишели бун (вьет. Bún).

## Транспорт
По территории района Намтыльем проходят Третья кольцевая дорога, национальное шоссе № 32, связывающее центр Ханоя с провинцией Футхо, и скоростная автомагистраль «Дайло Тханглонг», связывающая центр Ханоя с уездом Тхатьтхат. Основной объём трафика общественного транспорта проходит через автобусную станцию Мидинь. Также через район пролегает железная дорога, соединяющая уезды Донгань и Хоайдык.

## Культура

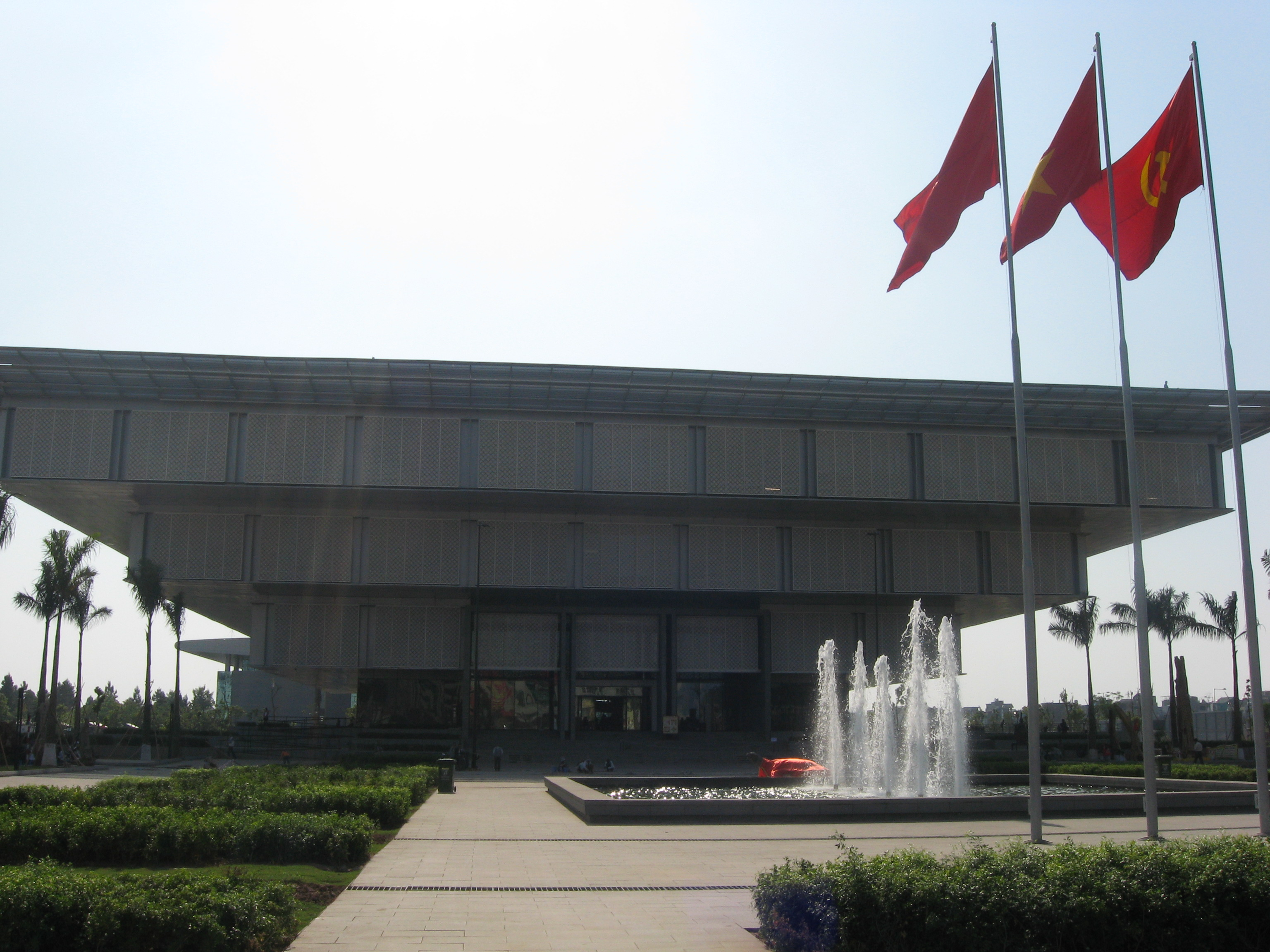
Ханойский музей

В районе расположен Ханойский музей, открытый в 2010 году в честь 1000-летия города. В музее представлена обширная экспозиция, посвящённая истории Ханоя (в том числе керамика, монеты, бронзовые и лакированные изделия, живопись и фотографии).
Рядом с музеем расположен Национальный выставочный центр. Также в Намтыльеме находятся храмы Нгокчук (вьет. Ngọc Trục), Сет (вьет. Sét), Футхы (вьет. Phú Thứ), Кафудо (вьет. Cả Phú Đô), Чунгван (вьет. Trung Văn), Фунгхоанг (вьет. Phùng Khoang), Диньфунгхоанг (вьет. Đình Phùng Khoang), Фудо (вьет. Phú Đô), Дайан (вьет. Đại An), Нянми (вьет. Nhân Mỹ), католические церкви Фунгхоанг (вьет. Phùng Khoang) и Нгокмать (вьет. Ngọc Mạch).
В квартале Даймо проходит местный праздник, посвящённый женщине-полководцу сестёр Чынг А Ла Нанг Де (вьет. A La Nang De), а также Тхюи Хай Лонгу (вьет. Thuy Hai Long), Нгуен Куи Дыку (вьет. Nguyen Quy Duc), Нгуен Куи Ану (вьет. Nguyen Quy An) и Нгуен Куи Киню (вьет. Nguyen Quy Kinh); фестиваль сопровождается приготовлением рисовых блюд, игрой в шахматы и певческим конкурсом.
В квартале Мечи проводится праздник посёлка Фудо, посвящённый Ли Тхьен Бао (вьет. Ly Thien Bao; старшему брату императора Ли Нам-де), Динь Зу (вьет. Dinh Du) и Ман Хоа Дыонгу (вьет. Man Hoa Duong; основателям пения качу), госпоже Ан (жене императора Ли Ань-тонга), госпоже Фыонг (любовнице императора Ли Ань-тонга) и Хо Нгуен То (вьет. Ho Nguyen Tho; создателю рисовой вермишели бун); фестиваль сопровождается поклонением божеству-покровителю посёлка, подношением вермишели, кулинарным соревнованием и представлением театра Тео. В квартале Тэймо проходит праздник Фузук (вьет. Phu Duc), посвящённый принцессе Льеу Хань (вьет. Lieu Hanh; сопровождается церемонией с ладаном, молитвами и подношениями, исполнением песен). В квартале Мидинь проводится праздник посёлка Фуми (вьет. Phú Mỹ), посвящённый императору Ли Нам-де, императору Поздний Ли Нам-де, женщине-полководцу А Ла Нанг Де и Бать Хаку (сопровождается кулинарным соревнованием с использованием клейкого риса). В посёлке Хоэтхи (вьет. Hòe Thị) квартала Суанфыонг проходит праздник приготовления рисовых блюд Тхикам (вьет. Thi Cam), посвящённый Фан Тэй Няку (вьет. Phan Tay Nhac; сопровождается соревнованиями по набору воды и разведению огня, а также кулинарными конкурсами).

## Спорт

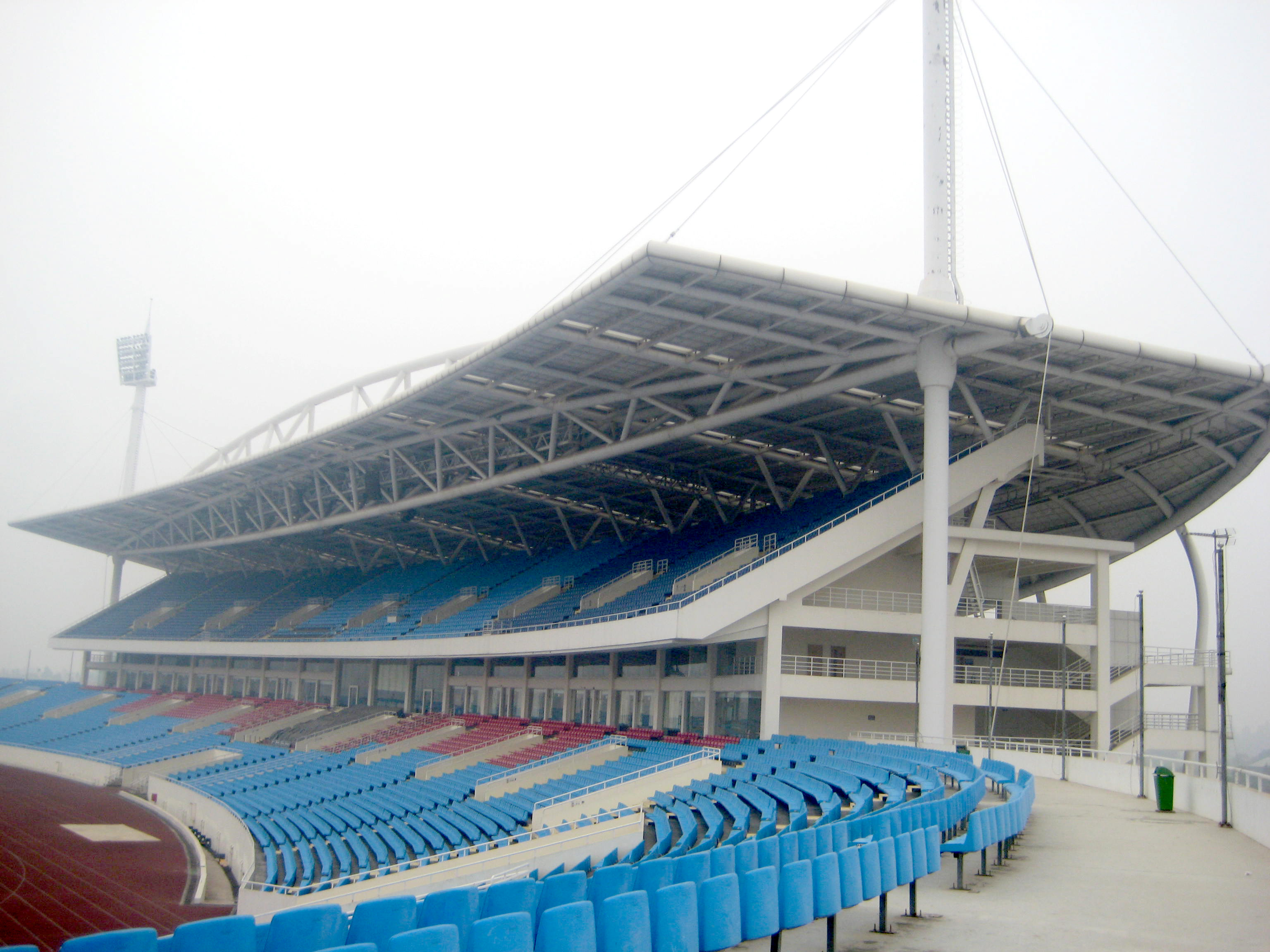
Национальный стадион Мидинь

В районе Намтыльем расположен национальный стадион Мидинь, построенный в 2002—2003 годах. Он является универсальной ареной и используется под различные спортивные и культурные мероприятия (футбольные матчи и соревнования по лёгкой атлетике на Играх Юго-Восточной Азии 2003 года, матчи сборной Вьетнама по футболу и футбольного клуба Viettel, игры Кубка Азии по футболу 2007 года, церемония открытия Азиатских игр в помещениях в 2009 году, игры Чемпионата АСЕАН по футболу 2010 года, эстрадные концерты Вьетнамского телевидения и MTV). Стадион вмещает 40 тыс. зрителей и является ядром Вьетнамского национального спортивного комплекса (рядом с ним расположены два тренировочных футбольных поля, строятся дворец для велогонок-кейрин, дворец водных видов спорта, тренировочная база лёгкой атлетики, офисный комплекс для спортивных организаций, торговые помещения, рестораны и кафе, парковочная зона).
Также в районе расположены Ханойский клуб пейнтбола, несколько частных фитнес-клубов, спортивных залов, гольф-клубов и теннисных кортов, а также стадионов и спортплощадок, принадлежащих школам, колледжам и университетам.

## Образование и наука
В районе базируются кампусы Вьетнамского национального университета и Ханойского университета, кампус FPT Polytechnic (политехнический институт FPT Group), Вьетнамско-Австралийская международная школа, Вьетнамско-Японская международная школа, Институт охраны сельскохозяйственных земель, учебный центр организации REACH.